# Sebeya
Der Sebeya ist ein Fluss in der Westprovinz von Ruanda.
Das Einzugsgebiet umfasst eine Fläche von 336,4 km², was etwa 1,4 Prozent der Gesamtfläche Ruandas ausmacht, und liegt innerhalb der WWF-Ökoregion Bergwälder im Westlichen Rift. Es erstreckt sich über die Distrikte Rubavu, Nyabihu und Rutsiro. Die Gesamtniederschläge im Einzugsgebiet liegen bei über 1200 mm im Jahr. Die Quellhöhe liegt bei 2660 m in den Bergen der Kongo-Nil-Wasserscheide. Von dort fließt der Sebeya auf einer Länge von 48 Kilometern Richtung Nordwesten und mündet südlich der Stadt Gisenyi auf 1470 m Höhe in den Kiwusee.
Die Wasserqualität ist durch Bergbau und Landwirtschaft beeinträchtigt. Zudem kommt es durch das bergige Terrain und die Entwaldung häufig zu Erdrutschen und Überschwemmungen. Seit 2019 gibt es ein Projekt zur Wiederaufforstung und dem Bau von Dämmen und Gräben, um die Lage zu verbessern. Das von der niederländischen Botschaft in Kigali finfanzierte Projekt wird von der Rwanda Water and Forestry Authority (RWFA) zusammen mkt der IUCN, der Netherland Development Organization (SNV) und der Action pour la Protection de l'Environnement et la Promotion des Filières Agricoles (APEFA) umgesetzt.
Zwei Wasserkraftwerke mit 1,7 und 2,2 Megawatt installierter Leistung sind am Sebeya in Betrieb (Stand 2023).